# Кармели (бригада)
Бригада «Кармели» (ивр. חטיבת כרמלי‎, также в разные периоды существования бригада № 2, № 612 и № 165) — формирование сухопутных войск в составе Армии обороны Израиля, входящее в состав дивизии «Ха-Мапац» (Северный военный округ). Впервые сформирована в 1948 году в процессе реорганизации вооружённых сил еврейского ишува в подмандатной Палестине, принимала участие в большинстве последующих войн Израиля.

## История
В ноябре 1947 года, вскоре после принятия резолюции ООН о разделе Палестины и начала арабо-израильского этнического противостояния на её территории, командование «Хаганы» — основной военизированной организации еврейского ишува — приняло решение о формировании из её бойцов территориальных бригад. Одной из них стала бригада «Леванони», занимавшаяся выполнением боевых задач на севере подмандатной Палестины. Однако уже через несколько недель стало ясно, что территория слишком велика для эффективных действий, и 28 февраля 1948 года «Леванони» была разделена на две бригады — «Голани» и «Кармели». Зоной действий первой стала Нижняя Галилея, а второй — район Хайфы и Западная Галилея. Бригада «Кармели» также получила порядковый номер 2, а входящие в неё три батальона стали соответственно 21-м, 22-м и 23-м. Позже был сформирован ещё один батальон — 24-й.
Первым командующим новой бригадой стал Моше Кармель (Зелицкий), а когда его перевели на должность командующего Северным фронтом, бригаду возглавил будущий начальник Генерального штаба АОИ Мордехай Маклеф.
Силами бригады «Кармели» 22 апреля 1948 года был установлен еврейский контроль над Хайфой. К концу того же месяца еврейские силы контролировали большую часть территории горного массива Кармель и окружающих его земель. За исключением укреплённой Аккры, Западная Галилея полностью перешла под еврейский контроль к середине мая — дате завершения срока действия британского мандата в Палестине и начала вторжения на её территорию армий соседних арабских стран. В преддверии вторжения бойцы «Кармели» прорвали арабскую осаду отдельных еврейских поселений с юга по суше и с запада со стороны моря и организовали эвакуацию из них женщин и детей. В ночь с 16 на 17 мая 22-й батальон бригады «Кармели» начал штурм Аккры, и 18 мая город также оказался под еврейским контролем.
С началом вторжения арабских армий на севере страны выяснилось, что разделение территории Галилеи между бригадами «Голани» и «Кармели» более не отвечает условиям боевых действий. На востоке Галилеи бригада «Голани» противостояла многочисленным, хорошо подготовленным и вооружённым сирийским войскам, тогда как на западе региона сохранялось спокойствие. В результате отдельные части «Кармели» по приказу Генерального штаба начали перебрасывать на восток, придавая их силам «Голани». Позже, с формированием Северного фронта, «Кармели» участвовала в боях в Верхней Галилее (так называемый «Галилейский палец» на северо-востоке региона), где оказывала поддержку бригаде «Одед».
В июне 1948 года, в дни первых попыток Армии обороны Израиля перейти в наступление, силы «Кармели» при поддержке отдельных частей «Голани» атаковали Дженин — северный «угол» так называемого Большого треугольника. В боях с иракскими войсками в районе Дженина бригада (в особенности 21-й батальон) понесла тяжёлые потери. В июле, в период боёв между двумя перемириями, бригада «Кармели» участвовала в операции «Брош» («Кипарис»), целью которой был разрыв коммуникаций сирийских войск на северо-востоке Галилеи. После этого «Кармели» наряду с бригадами «Голани», «Одед» и 7-й бронетанковой бригадой продолжала сдерживать сирийские войска в районе Галилейского пальца. В октябре 1948 года бригада участвовала в операции «Хирам», в ходе которой её части находились на территории Ливана, на левом берегу реки Литани, перекрывая путь отступления Арабской освободительной армии.
По завершении Войны за независимость Израиля бригада «Кармели» была переведена в резерв и базировалась в районе Иорданской долины и долины Бейт-Шеан. До 1974 года сохраняла статус региональной. В ходе Шестидневной войны отвечала за защиту населённых пунктов в Иорданской долине; подразделения бригады участвовали в захвате Голанских высот. Продолжала выполнять задачи по защите населённых пунктов Иорданской долины и долины Бейт-Шеан в ходе Войны на истощение, их же, а также Голанские высоты, обороняла во время войны Судного дня.
После войны Судного дня бригада, получившая номер 165, перестала быть региональной. В разные периоды перебрасывалась на север Голанских высот и границу с Ливаном, на Синайский полуостров и в долину Гхор. Во время Ливанской войны участвовала в боевых действиях на западе Ливана (Сур, Сайда, Эйн-эль-Хилве, Бейрут). В 2005 году бригаде был возвращён исторический номер 2. На следующий год участвовала в боевых действиях Второй ливанской войны в центре и на западе Южного Ливана.